# Тодендорф (Панкер)
Тодендорф (нем. Todendorf (Panker)) — населённый пункт в Германии на побережье Балтийского моря в федеральной земле Шлезвиг-Гольштейн. Входит в состав общины Панкер (нем. Panker) района Плён (нем. Plön). Находится в 9 км от Лютенбурга и на удалении 6 км от курортного городка Ховахт (нем. Hohwacht).
Вблизи Тодендорфа на морском побережье дислоцируется тренировочный центр и полигон ПВО сухопутных войск Германии, на котором в 2007 г. было проведено успешные испытания системы защиты от миномётных атак C-RAM. Там же расположены подразделения 61-й зенитной ракетной группы Бундесвера.

## Галерея
- По дороге в Тодендорф
- На въезде в Тодендорф
- Военный полигон Тодендорфа